# 西堠門大橋
西堠門大橋是一條懸索橋，位於中国浙江省舟山群島。大桥处在甬舟高速公路跨海大桥群，夹在金塘大桥与桃夭门大桥中间，桥梁的外观酷似美国旧金山的金门大桥。
西堠門大橋主橋全長2,600公尺長，主跨跨徑達到1,650公尺，冊子島側接線長2,700公尺。2007年完工時，是僅次於日本明石海峽大橋的主跨長度第二位的懸索橋，但也有些在計劃或施工中的桥梁有這麼長的跨距。總投資約為24.8億元人民幣。
2007年12月16日，大橋主橋貫通。
西堠門大橋連接冊子島和金塘岛，並連接金塘大橋。兩座大橋都屬舟山大陸連島二期工程。
2009年12月25日，西堠門大橋正式通車，2010年获国际桥梁大会颁发的古斯塔夫·林德撒尔奖。
2020年6月18日晚，西堠门大桥因大风影响产生短时涡振，采取暂时双向封桥措施。24时起采取限定车型有序通行措施。